# 勐佑镇
勐佑镇，是中华人民共和国云南省临沧市凤庆县下辖的一个乡镇级行政单位。

## 行政区划
勐佑镇下辖以下地区：
勐佑村、鱼塘村、新林村、习谦村、立果村、岔路村、白岩村、翁乐村、高山村、棕园村、安街村、河东村、中和村、新寨村、新田村、阿里侯村、大寨子村、界牌村、立达村和立平村。